# Eugenio Cobo
Eugenio Cobo Peña (Ciudad de México, 22 de marzo de 1939) es un actor mexicano. Ha realizado su carrera en Televisa como productor en los años ochenta y como actor desde los años sesenta, hasta el presente hace actuaciones especiales para la televisión y es responsable de la escuela de actuación de Televisa, el CEA.

## Biografía
Eugenio Cobo es ingeniero químico de profesión, pero su gran pasión ha sido la actuación y la docencia. Comenzó su carrera como actor en diversas telenovelas de los años 80, y sus primeros inicios en la producción de novelas fue gracias al trabajar en diferentes producciones del reconocido productor Valentin Pimstein también en la misma década, donde poco a poco fue adquiriendo experiencia y seguridad para producir un melodrama.
No fue hasta 1985 cuando recibió su primera oportunidad de producir un melodrama, que fue Esperándote. No tardarían en llegar otras telenovelas como Marionetas (1986), Cicatrices del alma y Flor y canela (1988).
En 1988/89 pasa a producir la telenovela juvenil Dulce desafío después de la salida de Julissa, siendo esta su telenovela más exitosa. A ella siguieron Cenizas y diamantes (1990) y La última esperanza (1993).
Después de 1993 dejó de producir telenovelas y pasó a participar en ellas como actor. Para los años 1999 y 2001 regresa a producir telenovelas para el público infantil con motivos de Navidad: Cuento de Navidad y Navidad sin fin.
En 2012 tuvo participaciones especiales en las telenovelas Un refugio para el amor y Porque el amor manda y también ha participado en los programas unitarios La rosa de Guadalupe.
Desde 1987 dirige el Centro de Educación Artística de Televisa CEA.

## Trayectoria como actor

### Telenovelas
- El amor no tiene receta (2024) - Padre Timón
- El maleficio (2023-2024) - Cardenal Mondragón
- Mi camino es amarte (2022) - Dr. Patiño
- Los ricos también lloran (2022) - el juez Martín Gómez Aguilar
- Esta historia me suena (2021)
- ¿Qué le pasa a mi familia? (2021)[3]
- Vencer el desamor (2020-2021) - Padre Pedro[4]
- Por amar sin ley (2019) - Agustín Téllez[5]
- Doña Flor y sus dos maridos (2019) - Artemio[6]
- Papá a toda madre (2017-2018) - Sr. Restrepo
- La candidata (2016-2017)
- Antes muerta que Lichita (2015-2016).... Isidro Pacheco "El General"
- Porque el amor manda (2012-2013).... Padre Domingo
- Un refugio para el amor (2012).... Juez Manríquez de Anda
- Una familia con suerte (2011-2012).... Dr. Octavio Romero
- Mañana es para siempre (2008-2009).... Lic. Eusebio Elizondo
- Palabra de mujer (2007-2008).... Armando Longoria
- Alborada (2005-2006).... Virrey de la Nueva España
- La esposa virgen (2005).... Padre Matías
- Amarte es mi pecado (2004).... Hipólito
- Te amaré en silencio (2002)
- La otra (2002).... Padre Agustín
- Amigas y rivales (2001).... Pedro González
- Ramona (2000).... General Alonso Moreno
- Laberintos de pasión (1999-2000).... Arturo Sandoval
- Desencuentro (1997-1998).... Fernando Estévez
- Lazos de amor (1995-1996).... Él mismo
- Morelia (1995-1996).... Arturo Solórzano
- El vuelo del águila (1994-1995).... Venustiano Carranza
- Sueño de amor (1993).... Federico
- La última esperanza (1993).... Sócrates
- Cenizas y diamantes (1990/91).... Tomás
- Morir para vivir (1989).... Pedro
- Como duele callar (1987).... Padre Antonio
- Pobre juventud (1986/87) ....
- Esperándote (1985/86).... Dr. Millán
- Guadalupe (1984).... Doctor
- La fiera (1983/84).... Dr. Millán
- El hogar que yo robé (1981).... Karim Sabud
- Colorina (1980/81).... Lic. Germán Burgos
- Pelusita (1980/81).... Dr. Zúñiga
- Los ricos también lloran (1979/80).... Arturo

### Series y películas
- Como dice el dicho (2011).... Leonardo
- Borrar de la memoria (2011)
- Cabeza de buda (2009).... Flavio
- Sexo y otros secretos (2007).... Vecino Sr. Duarte
- Trece miedos (2007).... Oficial
- Ernesto Alonso: Estrella de estrellas (2007).... Narrador
- Mujer, casos de la vida real (2007)....
- Premios TV y novelas 2006 (2006).... Él mismo
- Guía de padres (2003).... Narrador (voz)
- Cuentos para solitarios (1999).... Ulises
- Infamia (1991)....
- El jugador (1991).... Sadot
- Las buenas costumbres (1990).... Gerardo Cuéllar
- Zapata en Chinameca (1987)....
- El misterio de la casa abandonada (1987).... Gabriel
- Ángela Morante, ¿crimen o suicidio? (1981).... Paco Simón
- La sucesión (1980)....
- Estas ruinas que ves (1979).... Don Leandro
- La hermana enemiga (1979)....
- Chin chin el Teporocho (1976)....

## Trayectoria como productor

### Productor ejecutivo
- Navidad sin fin (2001-2002)
- Cuento de Navidad (1999-2000)
- La última esperanza (1993)
- Cenizas y diamantes (1990-1991)
- Segunda parte de Dulce desafío (1988-1989)
- Flor y canela (1988-1989)
- Dos vidas (1988)
- Cómo duele callar (1987)
- Cicatrices del alma (1986-1987)
- Marionetas (1986)
- Esperándote (1985-1986)

### Productor asociado
- Los años pasan (1985)
- Los años felices (1984-1985)
- Principessa (1984-1986)
- Guadalupe (1984)

### Coordinador de producción
- La fiera (1983-1984)
- Amalia Batista (1983-1984)
- Bianca Vidal (1982-1983)
- Chispita (1982-1983)
- Déjame vivir (1982)
- Vanessa (1982)
- El hogar que yo robé (1981)
- Soledad (1980-1981)
- Pelusita (1980-1981)
- Segunda parte de Colorina (1980-1981)

### Premios TVyNovelas 1990
| Categoría        | Telenovela    | Resultado |
| ---------------- | ------------- | --------- |
| Mejor telenovela | Dulce desafío | Nominada  |